# Olivo Barbieri
Olivo Barbieri (Carpi, 1954) è un fotografo italiano.
Barbieri nei primi anni 70 del novecento frequenta la facoltà di pedagogia e il DAMS di Bologna, è durante questi anni che nasce il suo interesse per la fotografia. Inizialmente le sue ricerche si concentreranno sull'illuminazione artificiale nei centri urbani e architettonici.
Nel decennio successivo partecipa a molti progetti promossi da Luigi Ghirri, fra i quali Viaggio in Italia, progetto costituito da un libro e da una mostra itinerante che raccoglieva immagini di molti autori sia italiani che, in misura minore, stranieri.
Specializzato in fotografia di ambienti urbani, ha realizzato film e pubblicato diversi libri e cataloghi dedicati al tema. È noto per l'effetto di "miniaturizzazione del paesaggio", ottenuto grazie all'uso in riprese aeree della messa a fuoco selettiva (decentramento o "tilt-shift") volta a creare offuscamenti simili a quelli di una fotografia macro.

## Riconoscimenti
Barbieri ha vinto diversi premi per i suoi lavori:
- 1990 Premio Friuli-Venezia Giulia Fotografia[2]
- 1992 Premio Higashikawa, Giappone, The Overseas Photographer Prize[3]
- 2006 "site specific_LAS VEGAS", San Francisco Film Festival, New Visions[4]
- 2006 "site specific_ROMA 04", Median und Arkitecture Biennale, Graz, Austria
- 2008 "SEVILLA → (∞) 06", Nashville Film Festival, Best Experimental Short[5]